# Fulda (azienda)
Fulda è un'azienda tedesca di pneumatici fondata nel 1900, col nome Gummiwerke Fulda GmbH, inizialmente producendo oggetti in gomma; i due imprenditori che crearono, Gustav Becker e Moritz Hasenclever, scelsero la cittadina di Fulda per gli ottimi collegamenti ferroviari e i bassi salari locali.
I primi pneumatici furono realizzati per veicoli non motorizzati, come carrozze trainate da cavalli; iniziò a produrre pneumatici per biciclette e veicoli a motore, tra cui automobili e motociclette, nel 1906.
Il Fulda Diadem diventò il modello di pneumatico per biciclette più venduto.
Dopo la prima guerra mondiale, smise la produzione di prodotti tecnici in gomma per concentrarsi unicamente sugli pneumatici. Questo periodo è anche considerato l'età d'oro per gli pneumatici per biciclette Fulda.
Nel 1929 passò dagli pneumatici in gomma piena agli pneumatici tubeless.
La seconda guerra mondiale colpisce duramente Fulda, con gli stabilimenti quasi completamente distrutti dai bombardamenti aerei. Gli anni del secondo dopoguerra videro inizialmente la produzione di articoli in gomma per uso industriale e di prodotti per la riparazione di pneumatici e camere d'aria; la produzione di pneumatici riprese nel 1946.
Nel 1966 il produttore di pneumatici statunitense Goodyear acquisì l'azienda.
Fulda fu l'unico produttore di pneumatici autorizzato a equipaggiare la Mercedes-Benz 600 Pullman, versione blindata da 10 tonnellate che richiedeva pneumatici speciali.
Nel novembre 2023 è stato annunciato che gli stabilimenti di Fulda e Fürstenwalde sarebbero stati chiusi tra 2025 e 2027, per riduzione dei costi aziendali. Il marchio sarebbe stato mantenuto, ma la produzione si sarebbe svolta in altre sedi.